# Vanguard TV3
Vanguard TV3 è stato uno dei primi satelliti spaziali di questa categoria ad essere lanciati dopo lo Sputnik, esso è stato lanciato il 6 dicembre 1957 dalla stazione statunitense Cape Canaveral Air Force Station il quale operatore è la Naval Research Laboratory, la manifattura è originaria del NRL e del Bell Laboratory. Durante il tentativo di lancio, avvenuto il 6 dicembre 1957 a Cape Canaveral, il booster si accese ma circa due secondi dopo il decollo, dopo essere salito di circa 1,2 metri, il razzo perse la spinta e ricadde sul trampolino di lancio. I serbatoi di carburante si ruppero ed esplosero, distruggendo il razzo e danneggiando gravemente la piattaforma di lancio.

## Caratteristiche del veicolo
Le caratteristiche fisiche del satellite erano le seguenti:
- peso totale di 1,5 chilogrammi, costruito in alluminio con un diametro di 16,3 cm;
- trasportava 2 trasmettitori, uno da 10 mW che lavorava a una frequenza di 108 MHz alimentato a mercurio ed uno da 5 mW a 108,03 MHz alimentato da 6 celle solari;
- possedeva varie antenne sul corpo metallico per analisi telemetriche e ingegneristiche;
- altre 2 antenne misuravano e costatavano la protezione termica e la temperatura interna;

Il satellite è stato montato su un veicolo a tre fasi a cui sono state rimosse le pinne per diminuire resistenza, ma sulla sospensione cardanica è stato posto un motore capace di far sterzare il veicolo, questo metodo è stato applicato in tutte e tre le fasi, il primo stadio consente al razzo di salire verticalmente sotto la potente spinta dell'ossigeno liquido bruciante dell'etanolo, della benzina e dell'olio di silicone che spinge il veicolo a una velocità di 4 000 miglia all'ora, facendo raggiungere l'esosfera in 130 secondi, a questo punto, il secondo stadio brucia il carburante portandolo via dal motore e dai serbatoi del primo stadio. Il satellite raggiunge un'altezza di 300 miglia, la traiettoria di volo è stata programmata per passare da una verticale a una più orizzontale. Quindi, la terza fase prende il sopravvento per fornire spin e spinta finale, spingendo lo stadio tre orizzontalmente in orbita alla velocità di 18 000 miglia all'ora.

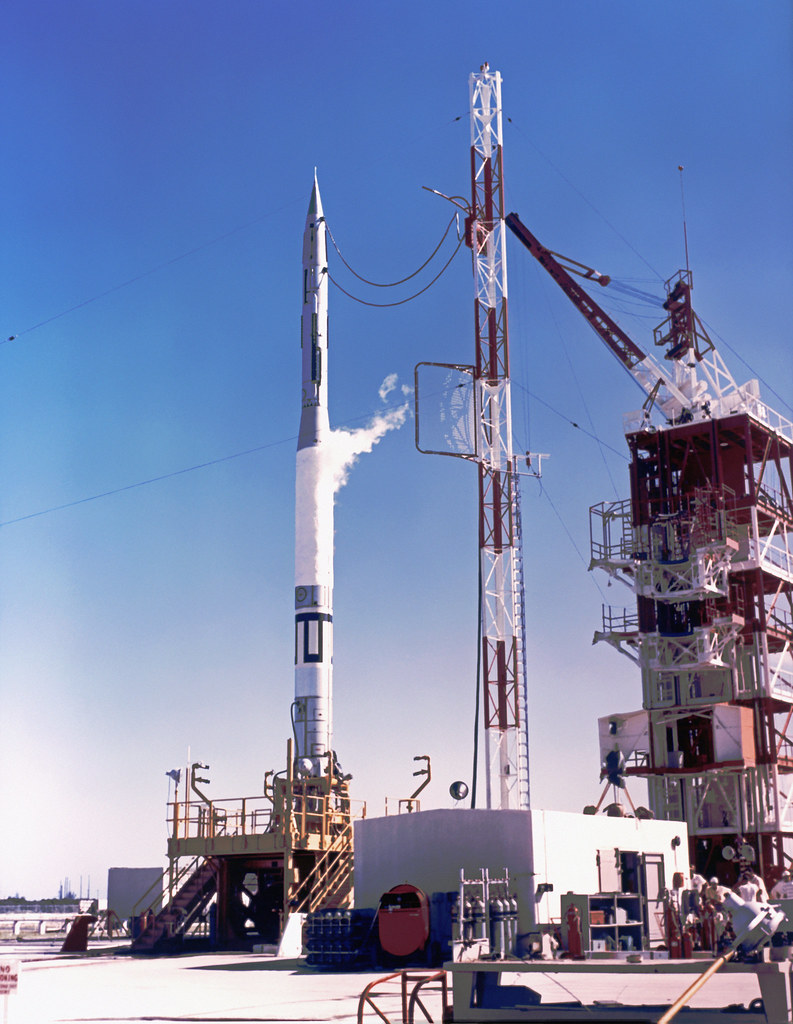
La partenza del veicolo

Il satellite fallì e non se ne capì esattamente la causa, ma è stato concluso che la bassa pressione del serbatoio del carburante durante la procedura di avviamento permise alla benzina di bruciare nella camera di combustione nel sistema di alimentazione attraverso la testa dell'iniettore, prima di ottenere la piena pressione del propellente dalla turbopompa. Sono state fatte altre teorie al riguardo, si parlava di una connessione lenta, ma la prima rimane la più plausibile, alla fine è stata apportata un'ulteriore modifica utilizzando gas etano per aumentare la forza del carburante e prevenire i transitori di partenza irregolari. Il motore X-405 non ha fallito di nuovo nei lanci successivi e nei test di tiro statico.